# Het stoeltje komt bij het raam te staan
Het stoeltje komt bij het raam te staan is een hoorspel van Dick Walda. De VARA zond het uit op woensdag 9 oktober 1974, van 16:03 uur tot 16:20 uur. De regisseur was Ad Löbler.

## Rolbezetting
- Eva Janssen (Coba)
- Gerrie Mantel (mevrouw Kleming)

## Inhoud
De schrijver heeft de dialoog voor dit spel gebaseerd op een interview uit de bundel Terug in de tijd. Nederlandse vrouwen uit de jaren ’40-’45, die in het najaar ’74 verscheen. Een oudere vrouw, Coba, woont pas in een nieuwe buurt. Ter gelegenheid daarvan krijgt zij bezoek van een medewerkster van de middenstandsvereniging “Ons Vreeswijk”, mevrouw Kleming. Die heeft een mand vol geschenken bij zich, zogenaamd als welkom, maar in wezen als een soort chantage, waarmee ze Coba wil binden aan de middenstand in haar buurt. Tussen aanprijzen van geschenken en daarbij behorende winkeliers dwalen de gedachten van Coba af naar de oorlog. Toen had ze kinderen: twee joodse kinderen die aan haar zorg waren toevertrouwd. Ze hoort nauwelijks wat de sluwe mevrouw Kleming haar voorhoudt en opdringt. Ze mijmert en praat door over “haar” kinderen. “Dat was Rachel… Ze was vier jaar. En een half jaar later kreeg ik Siem. Hij had aan zijn luier een kaartje, vastgemaakt met een veiligheidsspeld. Z’n ouders zaten in de Hollandsche Schouwburg.” Mevrouw Kleming probeert steeds weer de aandacht van haar slachtoffer voor de middenstand te trekken: “Zullen we het over wat vrolijkers hebben? Ik heb hier nog wat wasmiddelen… Allemaal bekende merken zoals u ziet.” Tegen de achtergrond van deze chantagemethode ontrolt het droeve verhaal van Coba, die twee kinderen in haar kinderloos gebleven huwelijk zag binnenkomen en die na de oorlog die kinderen weer moest afstaan, maar daar nooit overheen kon komen…